# Isoetes maritima
Isoetes maritima är en kärlväxtart som beskrevs av Underw.. Isoetes maritima ingår i släktet braxengräs, och familjen Isoetaceae. Inga underarter finns listade i Catalogue of Life.